# Groove
Groove (lett. "solco" o "scanalatura") indica una serie ritmica che si ripete ciclicamente, generalmente ogni battuta. È un termine popolare, in uso già dagli anni sessanta. La sua traduzione letterale è solco, scanalatura e in ambito musicale indica il solco dei dischi in vinile; esiste tuttavia anche il verbo inglese to groove, in uso dagli anni sessanta con il significato di divertirsi intensamente.
Il termine "groove" è molto usato nella black music e nei suoi derivati e lo si usa anche per definire un certo portamento del ritmo tipico di taluni generi come per esempio funk e Rhythm and blues (dove si parla spesso di ritmi shuffle). Può essere percepito come una qualità di unità ritmiche ripetute in modo persistente, create dall'interazione della musica suonata dalla sezione ritmica di un gruppo (ad esempio, batteria, basso elettrico o contrabbasso, chitarra e tastiere). Più nello specifico, per groove si intende l'espressione che dà il corpo nel ballo, spinto dal soul di quella musica. Si differenzia da quello che nel jazz è definito swing soprattutto per un'indicazione più marcata di ripetitività. Caratteristica comune a entrambi i concetti è la possibilità di inserire minime variazioni all'interno della sequenza ritmica.
Gli Earth, Wind & Fire, famoso gruppo musicale disco, usarono il verbo nella celebre canzone Let's Groove del 1981, con il significato di "divertirsi (ballando)".
È entrato nel gergo comune il modo di dire "ha un bel groove", intendendo una musica o un musicista in grado di creare una potente empatia con l'ascoltatore tramite il solo linguaggio ritmico. Un'espressione gergale assimilabile in uso negli ambienti musicali può essere "ha un bel tiro".
Il termine è stato utilizzato successivamente dalla cantante pop Madonna nel testo del suo singolo di successo Into the Groove, parte della colonna sonora del film Cercasi Susan disperatamente del 1985, giocando sull'ambiguità di significato della parola intesa come "solco" e "impulso ritmico".
Si usa, con il significato originario, nel linguaggio dei batteristi proprio ad indicare la linea ritmica principale del brano.
Nella musica heavy metal, il termine groove, a partire dai primi anni ‘90, viene utilizzato per indicare un sottogenere, appunto groove metal, in cui si dà particolare enfasi ritmica grazie a riff di chitarra più lenti e sincopati rispetto a quelli del thrash metal.

## Musica elettronica
Con l'avvento dei computer e soprattutto con l'uso creativo di loop, il groove è divenuto criterio fondamentale necessario al successo di quasi tutti i generi musicali che si avvalgono pesantemente dell'elettronica, in particolare la musica dance, la musica house e l'hip-hop commerciale.